# Малин Кръстев
Малин Кръстев е български актьор, драматург, режисьор, телевизионен водещ.

## Биография
Роден е в София на 23 април 1970 г. Средно образование получава в техникума „Хенри Форд“. През 1995 г. завършва ВИТИЗ „Кръстьо Сарафов“ със специалност актьорско майсторство за драматичен театър в класа на професор Елена Баева.
Играе в постановките на Театър 199 – „Веселите Разплюеви дни“, „Другият човек“, „Три дъждовни дни“, „Старицата от Калкута“, „Самотният Запад“, „Сарабанда“, „Пробен срок“, „Най-бързият часовник във Вселената“. Има собствено пано с отпечатъци на Стената на славата пред Театър 199. Работи в Младежкия театър, театър „Сълза и смях“. Играе в различни постановки като „Януари“, „Тартюф“, „Женитба“, „Голгота“, „Дванадесета нощ“, „Часът на вълците“ и „Еквус“.
По-късно става водещ в телевизионното шоу „Господари на ефира“. Преподава актьорско майсторство в младежката школа в Младежки театър „Николай Бинев“.
Носител е на наградата „Икар“ на Съюза на артистите в България „за драматургичен текст“, за пиесата „Семеен албум“, 2016.
През 2017 г. Кръстев режисира пиесата „Като трохи на прозореца“ в Младежкия театър.
Член на Обществения съвет към министъра на културата на Република България (от 2014).

## Филмография
- „Дяволски игри“ (2025) – Петко
- „Игра на доверие“ (2023) – Офицер
- „С река на сърцето“ (2022)
- „Добрият шофьор“ (2022) - Иван
- „Чичо Коледа“ (2021) - Марин
- „Януари“ (2021) - барманът
- „Като за последно“ (2021) - Здравко
- „Денят на бащата“ (2019), 6 серии – адвокат на Калина
- „Дъвка за балончета“ (2017) – Терзийски
- „Летовници“ (2016) – шофьор на такси
- „Възвишение“ – Д-р Соколов
- „Под прикритие“ (сезон 5, 2016) – шеф на психиатрия
- „Обител на прокълнатите“ (2014)
- „Седем часа разлика“ (2011)
- Операция „Шменти капели“ (2011) – Полицай Надеждев
- „Мисия Лондон“ (2010)
- „Прима примавера“ (2009) – полицейски началник Драгомир
- „Хиндемит“ (2008)
- „Единствената любовна история, която Хемингуей не описа“ (2008)
- „Магна Аура – изгубеният град“ (2008)
- „Моето мъничко нищо“ (2007)
- „Врабците през октомври“ (8-сер. тв, 2006) – Анани
- „Ерудитъ“ (2005)
- „Леден сън“ (2005) - Методи Марчев, партийния художник, приятел на Акварела и бъдещ бизнесмен
- „Патриархат“ (7-сер. тв, 2005) – Недю Недев
- „Без семейна прилика“ (2-сер. тв, 2004) – коафьорът Тошо
- Ганьо Балкански се завърна от Европа (4-сер. тв, 2004) – (в 2 серии: II и III)
- Citizen X (2004) – Citizen X
- Камера! Завеса! (6-сер. тв, 2002 – 2003) – театър-майстора Атанас „Наско“ в 1 серия (VI)
- I Am David (2003) – полицай
- „Скали и шоколад“ (2002)
- „Ярост“ (2001) – лейтенант Кръстев
- „Огледалото на дявола“ (2001) – танкиста
- „Печалбата“ (2001) – Дългия
- „Хайка за вълци“ (2000), 6 серии – Илко Кралев, брат на Стоян
- „Клиника на третия етаж“ (1999, 2000, 2010), 35 серии – крадецът (в 1 серия: IV)
- „Изток-Запад“ (1999) – пияница
- „Сомбреро блус“ (1999) – Селски ерген
- „Усмивка за сто лева“ (1995)

## Телевизионен театър
- „Три сестри“ (2012) (Антон Чехов)

## Дублаж
- „Рио 2“ (2014) – Найджъл
- „Рио“ (2011) – Найджъл